# Twisted (canción de Brian McFadden)
"Twisted" es el segundo sencillo del cantante irlandés Brian McFadden. La canción fue escrita para su segundo álbum, Set in Stone. Fue lanzada en la radio tempranamente en junio del 2008. La canción fue lanzada como físicamente y como descarga digital el 19 de julio. Debutó en el #69 en ARIA Charts en descargas.

## Listado
Twisted CD1/Physical
1. "Twisted" (Producida por The Potbelleez)
2. "Twisted"

Twisted CD2/Digital
1. "Twisted" (Producida por The Potbelleez)
2. "Patience"

## Canción
Hablando de su nuevo sencillo, Brian dijo: "Twisted es una canción pura de pop que alumbra un lado a mi música. Al final del día, quiero mostrarle a todos que hay profundidad y variedad en mi nuevo álbum y espero que los fans puedan quedar energizados con la canción. Estoy tan agradecido a mis fans australianos por su apoyo y ¡es tiempo de divertirse!"

## Vídeo musical
El vídeo de la canción gue grabado en Sídney, Australia, con muchas escenas en Kings Cross. Él tiene maquillaje rojo en su ojo. En el vídeo, McFadden está de fiesta y está "divirtiéndose". Luego hace que lo arresten y tiene muchas fotos en prisión. Está corriendo en las calles con sus amigos en un convertible. El vídeo también incluye sus fanes en las fiestas.

## Charts
Debutó en el #69 en descargas. La semana siguiente el disco físico fue lanzado y llegó al #37. La semana llegó al #32, luego llegó a la semana siguiente al #31.
| Chart                         | Peak posición |
| ----------------------------- | ------------- |
| Australian ARIA Singles Chart | 29            |